# ミルク・マネー
『ミルク・マネー』（Milk Money）は、1994年のアメリカ合衆国の映画。 メラニー・グリフィスとエド・ハリス共演のロマンティック・コメディ。その年のゴールデンラズベリー賞の「最低脚本賞」にノミネートされた。

## ストーリー
12歳のフランクは、高校教師の父親トムと二人っきりで暮らしていた。思春期を迎え、女性に対しても強い興味を持つようになった彼は、友人たちとある目的のためにダウンタウンへ向かう。その目的とは、娼婦に金を払って、女性の裸体を実際に見せて貰おうというものだった。しかし、まだ幼い彼らはまんまと悪人に目をつけられ、持っていた金を騙し取られそうになってしまう。だが、そんな彼らの前に「V」と名乗る美人娼婦が現れる。Vにその場を助けられ、しかも家まで送ってもらうことになったフランクだったが、彼女と家で一緒にいるところにトムが帰宅してきてしまう。事実が露呈することを恐れたフランクは、咄嗟にVは友達の家庭教師だと嘘をついてしまう。その嘘を真に受けたトムは、次第にVとの距離を縮めていく。

## キャスト
※括弧内は日本語吹替
- V - メラニー・グリフィス（小宮和枝）
- トム・ウィーラー - エド・ハリス（納谷六朗）
- フランク・ウィーラー - マイケル・パトリック・カーター（大谷育江）
- ウォルツァー - マルコム・マクダウェル（田原アルノ）
- ベティ - アン・ヘッシュ（松岡ミユキ）
- キャッシュ - ケイシー・シーマツコ（古田信幸）
- ジェリー - フィリップ・ボスコ（筈見純）
- ケヴィン - ブライアン・クリストファー（亀井芳子）
- ブラッド - アダム・ラヴォーニャ（田野恵）
- クリーン - ケヴィン・スキャンネル（稲葉実）
- ステイシー - ジェシカ・ウェッソン（池本小百合）
- ホリー - アマンダ・シャーキー（氷上恭子）
- クリーン夫人 - ケイティ・パウエル（種田文子）
- 保安官 - ウィリアム・ジョン・マーフィ（星野充昭）

## スタッフ
- 監督：リチャード・ベンジャミン
- 製作：キャスリーン・ケネディ、フランク・マーシャル
- 製作総指揮：パトリック・J・パーマー
- 脚本：ジョン・マトソン
- 撮影：デヴィッド・ワトキン
- 音楽：マイケル・コンヴァーティノ